# Uncle Charlie
Uncle Charlie es el cuarto álbum de estudio del cantante estadounidense Charlie Wilson. Fue publicado el 17 de febrero de 2009 e incluye participaciones de Gregg Pagani, The Underdogs, Bigg D, T-Pain y L.O.S. de Maestro. Además, incluye invitados especiales tales como Snoop Dogg, Jamie Foxx y T-Pain. Los primeros dos sencillos del álbum fueron «Supa Sexxy» y «There Goes My Baby», este último recibió mayor apoyo en emisoras de géneros Urban y R&B. Debutó y alcanzó la posición #2 en el Billboard 200 con 58 000 copias vendidas en su primera semana. 

## Listado de canciones
| N.º | Título                                 | Duración |  |
| 1.  | «Musta Heard»                          | 3:16     |  |
| 2.  | «Shawty Come Back»                     | 3:03     |  |
| 3.  | «There Goes My Baby»                   | 3:27     |  |
| 4.  | «Can't Live Without You»               | 4:17     |  |
| 5.  | «Back To Love»                         | 4:18     |  |
| 6.  | «One Time»                             | 3:12     |  |
| 7.  | «Let It Out» (con Snoop Dogg)          | 3:51     |  |
| 8.  | «Love, Love, Love»                     | 3:36     |  |
| 9.  | «What You Do To Me»                    | 3:25     |  |
| 10. | «Homeless»                             | 4:11     |  |
| 11. | «Thinkin' of You»                      | 4:00     |  |
| 12. | «Supa Sexxy» (con T-Pain & Jamie Foxx) | 4:10     |  |

- Edición Japón

| N.º | Título       | Duración |  |
| 13. | «Jump In»    | 3:31     |  |
| 14. | «Let You Go» | 3:33     |  |